# Der Fall Ö.
Der Fall Ö.  ist ein Spielfilm von Rainer Simon aus dem Jahr 1991 nach Motiven der Erzählung König Ödipus  von Franz Fühmann.

## Handlung
Eine im Zweiten Weltkrieg in Griechenland stationierte Kompanie deutscher Soldaten dreht unter Beteiligung einheimischer Schauspieler einen Film nach Sophokles’ „Ödipus“. Zwar mitten im Krieg, beschäftigen sich Soldaten mit einem Werk des griechischen Humanismus – sind sich aber schon bewusst, dass der Aufenthalt, im Verhältnis zu anderen Fronten, fast einem Urlaub gleicht.
Ein Hauptmann der deutschen Armee, im Zivilberuf Philologe, begeistert seine Soldaten, die vermutlich noch nie in ihrem Leben mit der Welt des griechischen Altertums konfrontiert worden sind, für das Ödipus-Drama. Ihm gegenüber regiert ein Hauptfeldwebel, für den nur das Durchsetzen des militärischen Gehorsams zählt.
Zwischen diesen beiden Antipoden stehen die deutschen Soldaten, die an dieser eigenartigen Filmproduktion beteiligt und trotzdem oft auch Mitläufer und Mitmacher sind – so wie sie an jedem anderen Unternehmen, mit dem man sie beauftragt, mitmachen würden. Ein naiver Gefreiter, der den Ödipus spielen soll, nähert sich vollkommen unbefangen dem griechischen Mythos, stellt einfache Fragen und wird mit den gar nicht einfachen Antworten allein gelassen. Auf der anderen Seite stehen drei griechische Schauspieler, die nur allzu gern in diesem Film mitwirken, scheint ihnen doch dieses Unternehmen zumindest für einige Zeit Schutz und Brot zu geben. Die Darstellerin der Königin Iokaste verdreht dem jungen Gefreiten den Kopf, geht aber mit dem Hauptmann ins Bett.
Der größte Teil der Statisten sind Bewohner der umliegenden Dörfer. Als mehrere davon von einer Streife der deutschen Wehrmacht auf der Suche nach Partisanen erschossen werden, gibt das einigen zu denken. Dem Kameramann gelingt es, die Toten zu filmen.
Während der Dreharbeiten an historischen Stätten wird der Rest der sich noch im Lager befindenden Kompanie von Partisanen überfallen. Nun reißt der Hauptfeldwebel das Kommando an sich, nimmt umgehend die griechischen Darsteller gefangen und befiehlt den Rückmarsch. Da auf der Straße Minen vermutet werden, müssen die drei Griechen vor den Autos herlaufen. Als diese dann versuchen zu flüchten, werden sie von den Deutschen erschossen. Dabei erhält die Schauspielerin den tödlichen Schuss vom Darsteller des Ödipus. Der Hauptmann nimmt sich selbst das Leben.

## Produktion
Das Szenarium stammt von Ulrich Plenzdorf und für die Dramaturgie war Peter Jakubeit zuständig. Der Fall Ö. wurde vom DEFA-Studio für Spielfilme (Potsdam–Babelsberg) (Künstlerischen Arbeitsgruppe „Berlin“), von der Toro-Film GmbH (Berlin) und vom Zweiten Deutschen Fernsehen (Mainz) produziert. Co-Produzenten waren die Filmstudios Barrandov (Prag) und Maxkapita International (Athen). Gedreht wurde vom 15. April bis zum 6. Juli 1990 auf Eastman-Color. Die Außenaufnahmen entstanden zum Teil auf Originalschauplätzen in Delphi. Der Film hatte am 4. April 1991 im Berliner Kino International Premiere. Die Erstsendung im Deutschen Fernsehen erfolgte am 26. Januar 1993 im ZDF.

## Kritik
Michael Hanisch meint in der Neuen Zeit: „Der Film entstand in der Mitte des Jahres 1990, als es möglich war, unverstellt das auszudrücken, was man sagen wollte. Doch dieser Regisseur ist klug genug, diesen „Freiraum“ nicht billig auszunutzen und diese Geschichte dafür zu benutzen, um möglichst viel von dem auszudrücken, was er bisher nicht sagen durfte.“ „Es geht in dieser Geschichte um die wesentlichen Fragen der Menschheit, um die Schuld des Einzelnen an gesellschaftlichen Entwicklungen, um die Verantwortung des Individuums für das Ganze, um den Wert abstrakt humanistischer Ideale in einer Zeit, da der Humanismus nur einen außerordentlich geringen Wert hat.“
Das Lexikon des internationalen Films schrieb: „Ein bemühter Versuch, das Eindringen eines antiken Mythos in die kriegerische Alltagsgeschichte zu schildern, wobei sich zeitgenössische und mythologische Ebenen nur oberflächlich durchdringen; in der Haltung betulich bildungsbürgerlich und mit überdeutlicher pädagogischer Absicht.“